# 布里德尔
布里德尔是德国莱茵兰-普法尔茨州的一个市镇。总面积26.60平方公里，总人口992人，其中男性506人，女性486人（2011年12月31日），人口密度37人/平方公里。